# Francis Vassallo
Fra' Francis J. Vassallo (Mdina, 3 ottobre 1948) è un economista, dirigente d'azienda, religioso e ministro maltese del Sovrano Militare Ordine di Malta, ex governatore della Banca centrale di Malta, in seguito è stato presidente della camera dei conti dell'Ordine di Malta di cui dal 23 giugno 2025 ne è Ricevitore del Comun Tesoro.

## Biografia
Si laurea in Economia e Commercio presso la Royal University of Malta nel 1969 e completa l’International Management Program. Inizia la carriera alla Chase Manhattan Bank nella sede di Milano, per poi trasferirsi nella sede centrale di New York, dove si occupa di analisi del credito e formazione.
Nel corso della sua carriera internazionale ricopre incarichi di crescente responsabilità nella Repubblica Dominicana, a Londra (specializzandosi in metalli preziosi e non ferrosi), a Ginevra e a Madrid. È Direttore generale di Chase Manhattan Private Bank in Svizzera, con competenza sull’Europa meridionale, Direttore generale di Chase Spagna e Condirettore generale di Chase Svizzera. Fa parte dei Consigli di amministrazione di Chase Manhattan SA in Lussemburgo e Chase Bank & Trust nelle Isole del Canale.
Nel 1993 è nominato Governatore della Banca Centrale di Malta, ruolo che ricopre fino al 1997. Nel 1998 fonda Francis J. Vassallo & Associates Ltd (FJVA), una società di consulenza finanziaria autorizzata dalla Malta Financial Services Authority (MFSA). Il gruppo si espande nei settori fiduciario, fiscale, delle fondazioni, della consulenza regolatoria e della registrazione di yacht, tramite le controllate FJV Fiduciary Limited e FJV Management Limited.
È Presidente di BAWAG Malta dal 2003, Presidente di Mediterranean Bank e membro del Consiglio di amministrazione di FIMBank plc almeno fino al 2019.

### Nell'Ordine di Malta
Nel 2000 entra a far parte del Sovrano Militare Ordine di Malta come Cavaliere di Grazia Magistrale. Emette la Promessa di Obbedienza nel 2008 e nel 2009 è Inviato speciale con status di Ambasciatore di Malta in America Latina, incaricato di negoziare trattati fiscali con vari Paesi della regione. Emette i voti semplici come Cavaliere Professo di Giustizia nel 2015 diventando il primo Cavaliere ad emetterli sull'isola di Malta dall'abbandono del 1798, e i voti solenni nel 2021. Dal 2025 è Ricevitore del Comun Tesoro, una delle più alte cariche dell’Ordine.

### Vita privata
È vedovo ed ha tre figli e otto nipoti.